# Die Windrose
Die Windrose, distribuído no Brasil com o nome A Rosa-dos-Ventos, é um filme de 1957, dirigido por Alberto Cavalcanti, e produzido pela Alemanha Oriental. O filme retrata o trabalho feminino, e é composto de cinco episódios, passados no Brasil, França, Itália, União Soviética e China.
O episódio brasileiro se chamava Ana, foi produzido em dezembro de 1954 e dirigido por Alex Viany. Conta a história de um grupo de retirantes a serviço do trabalho escravo.
O episódio italiano se chamava Giovanna, foi produzido em 1956 por Giuliano del Negri, dirigido por Gillo Pontecorvo. As atrizes do filme foram Armida Gianassi, como Giovanna, e Carla Pozzi. A história mostra a luta de um grupo de operários da indústria têxtil de Prato.